# گلانه (دیواندره)
شهرستان گُلانه، روستایی از توابع بخش سارال شهرستان دیواندره در استان کردستان ایران است.

## جمعیت
این روستا در دهستان کوله قرار دارد و براساس سرشماری مرکز آمار ایران در سال ۱۳۸۵، جمعیت آن ۹۲۱ نفر (۱۵۸خانوار) بوده‌است.